# Katedra Świętych Apostołów Piotra i Pawła w Gliwicach
Katedra św. Apostołów Piotra i Pawła w Gliwicach – kościół katedralny w Gliwicach w dzielnicy Śródmieście.

## Historia
Kościół został wybudowany w latach 1896–1900. Autorem projektu był architekt Georg Kuczora, który zaprojektował w Gliwicach również m.in. budynek tzw. „Czerwonej chemii”.
Na początku świątynia była przez krótki czas kościołem filialnym gliwickiej parafii Wszystkich Świętych. W 1908 roku nastąpiło erygowanie parafii pod wezwaniem św. Apostołów Piotra i Pawła, a jej pierwszym proboszczem został ksiądz prałat Józef Jagło.
Organy wybudował Kurzer z Gliwic w 1900 roku, posiadały 42 głosy. Przebudowała je austriacka firma Rieger w 1936 roku, powiększając je do 54 głosów. Organy obecnie są po kapitalnym remoncie przeprowadzonym w 2009 roku.
W 1992 roku papież Jan Paweł II erygował diecezję gliwicką, a kościół parafialny pod wezwaniem św. Apostołów Piotra i Pawła podniósł do godności kościoła katedralnego.

### Kalendarium
- 1890, 15 kwietnia – decyzja korporacji kościelnych o budowie nowego kościoła.
- 1896, 23 listopada – uroczyste położenie kamienia węgielnego
- 1897, maj – ukończenie fundamentów
- 1898, 12 listopada – uroczyste zatknięcie tradycyjnej wiechy na obelkowaniu dachowym
- 1899, 8 listopada – poświęcenie nowego kościoła i odprawienie pierwszej mszy przez proboszcza parafii ks.Pawła Buchali
- 1900, 16 maja – uroczysta konsekracja dokonana przez biskupa wrocławskiego ks. kardynała Jerzego Koppa
- 1908, 15 stycznia – erygowanie nowej parafii i mianowanie pierwszego proboszcza, ks. Józefa Jagłę
- 1917, 26 czerwca – zarekwirowanie dzwonów na cele wojenne
- 1922, 10 września – uroczyste poświęcenie nowych dzwonów
- 1934–1936 – renowacja wnętrza kościoła i remont organów
- 1945, 24 stycznia – ostrzał przez wojska sowieckie pozycji niemieckich w okolicach kościoła powodujący znaczne zniszczenia kościoła
- 1945–1946 – usuwanie szkód wojennych
- 1955–1956 – restauracja witraży
- 1978–1979 – prace malarskie wnętrza wykonane przez artystę J. Szmuca z Krakowa
- 1992, 25 marca – podniesienie kościoła do godności kościoła katedralnego dokonane przez Jana Pawła II

## Wnętrze i wyposażenie
Wnętrze kościoła jest utrzymane w stylu neogotyckim.
- Ołtarz główny – wykonany przez Zakład Buhla (Wrocław) z drzewa sosnowego zawiera:
  - obraz Świętych Apostołów Piotra i Pawła autorstwa Juliana Waldowskiego z Wrocławia,
  - po bokach drewniane rzeźby św. Jadwigi Śląskiej i św. Elżbiety z Turyngii,
  - powyżej rzeźbę św. Michała Archanioła
  - postacie czterech adorujących aniołów
  - tabernakulum zdobione złoconym okuciem
- Ołtarz boczny Najświętszego Serca Pana Jezusa – wykonany przez Zakład Buhla (Wrocław); zawiera:
  - pośrodku obraz przedstawiający Pana Jezusa w zapraszającym geście, autorstwa Juliana Wałdowskiego z Wrocławia,
  - po bokach figury św. Franciszka z Asyżu i św. Antoniego Padewskiego,
  - powyżej figurę św. Błażeja,
- Ołtarz boczny Najświętszej Marii Panny, wykonany przez Zakład Buhla (Wrocław); zawiera:
  - obraz przedstawiający Matkę Boską z Dzieciątkiem jako Królową Nieba, autorstwa Juliana Waldowskiego z Wrocławia,
  - po bokach figury św. Józefa i św. Anny,
  - powyżej figurę św. Alojzego,
- Ołtarz boczny Matki Boskiej Bolesnej ufundowany w 1910 r., a wykonany w Monachium, który zawiera relikwie św. Kandyda, św. Feliksa i św. Klemensji,
- Ołtarz boczny Matki Boskiej Częstochowskiej ufundowany w 1912 (jako akt za świętokradzką zbrodnię) a wykonany w Monachium zawiera:
  - obraz zewnętrzny przedstawiający Boskiego Przyjaciela Dzieci,
  - obraz wewnętrzny zawierający reliefy błog. Bronisławy i św. Notburgi,
  - pod mensą ołtarza św. Stanisława Kostkę,
- Ambona, którą zdobią:
  - reliefy przedstawiające Boskiego Zbawiciela i czterech Ewangelistów,
  - figura św. Jerzego na daszku,
- Droga Krzyżowa – rzeźbiona w drewnie będąca dziełem C. Buhla z Wrocławia,
- Chrzcielnica wykonana z marmuru zawiera:
  - rzeźbioną na drewnianym wieku scenę chrztu Pana Jezusa,
- w przedsionku kościoła znajduje się:
  - rzeźba (ufundowana w 1927) przedstawiająca św. Antoniego Padewskiego, otoczonego ufnymi petentami, będąca dziełem znanego rzeźbiarza bytomskiego F. Schinka,
  - witraż z 1911 r., obrazujący Baranka Bożego adorowanego przez unoszących się aniołów, wykonany w Monachium
- Witraże w prezbiterium wykonane w warsztacie A. Kliema z Raciborza (odrestaurowane w 1955/56), przedstawiające:
  - św. Barbarę, św. Jadwigę, świętych Piotra i Pawła oraz św. Wojciecha i św. Jacka Odrowąża,

## Organy
Organy wybudował w 1899 roku gliwicki organmistrz Ernst Kurzer. Projekt dyspozycji przygotował prof. Emil Bohn z Wrocławia, a szafę organową wykonał Zakład Sztuki Kościelnej Buhl również z Wrocławia. W lipcu 1917 roku organy Kurzera zostały zarekwirowane na cele wojenne. Zdemontowała je firma Klimosch und Dürschlag z Rybnika. Ta sama firma 5 lat później uzupełniła prospekt piszczałkami wykonanymi z cynku. W 1936 roku podjęto decyzję o przebudowie instrumentu przez firmę Rieger, która miała swój zakład w obecnej Kolonii-Mokrej koło Głubczyc. Firma Rieger wybudowała nowy instrument z wykorzystaniem szafy i niektórych głosów Kurzera. Poświęcenie organów miało miejsce 20 grudnia 1936 roku.
Dyspozycja instrumentu:
| Manuał I                 | Manuał II             | Manuał III               | Pedał                   |
| ------------------------ | --------------------- | ------------------------ | ----------------------- |
| 1. Prinzipal 16′         | 1. Bordun 16′         | 1. Schwebd. Aeol. 8′     | 1. Gambabass 16′        |
| 2. Gemshorn 8′           | 2. Salizional 8′      | 2. Viola di Gamba 8′     | 2. Subbass 16′          |
| 3. Doppelflöte 8′        | 3. Liebl. Gedackt 8′  | 3. Quintade 8′           | 3. Violonbass 16′       |
| 4. Gamba 8′              | 4. Flaut dolce 8′     | 4. Portunalflöte 8′      | 4. Prinzipalbass 16′    |
| 5. Hohlflöte 8′          | 5. Prinzipal minor 8′ | 5. Geigenprinzipal 8′    | 5. Quintbass 10 2/3′    |
| 6. Prinzipal 8′          | 6. Gemshorn 4′        | 6. Nachthorn ged. 4′     | 6. Bassflöte 8′         |
| 7. Rohrflöte 4′          | 7. Prästant 4′        | 7. Prinzipal 4′          | 7. Cello 8′             |
| 8. Spitzflöte 4′         | 8. Nazard 2 2/3′      | 8. Quintflöte 2 2/3′     | 8. Octavbass 8′         |
| 9. Octave 4′             | 9. Waldflöte 2′       | 9. Flageolette 2′        | 9. Prinzipal 4′         |
| 10. Quinte 2 2/3′        | 10. Terz 1 3/5′       | 10. Siff-flöte 1′        | 10. Nachthorn 2′        |
| 11. Octave 2′            | 11. Cymbel 3 fach.    | 11. Sesquialtera 2 fach. | 11. Rauschpfeife 4 fach |
| 12. Kornett 3-5 fach.    | 12. English Horn 8′   | 12. Mixtur 4 fach.       | 12. Posaune 16′         |
| 13. Rauschpfeife 2 fach. |                       | 13. Rankett 16′          | 13. Basstrompete 8′     |
| 14. Mixtur 5-6 fach.     |                       | 14. Oboe 8′              |                         |
| 15. Trompete 8′          |                       |                          |                         |
| Harfe                    |                       |                          |                         |

## Dzwony
Na wieży wiszą trzy staliwne dzwony. Dawniej, do 1917 roku na wieży wisiały dzwony spiżowe, odlane w ludwisarni Braci Urlich w Apoldzie. Sygnaturka z tej odlewni natomiast dotrwała do 1941 r., kiedy to również została zarekwirowana na potrzeby wojenne. Dzięki interwencji specjalistów oraz ekspertów z Politechniki Śląskiej w 2021 roku dzwony przeszły remont. Przy jego okazji zawieszono instrument z Odlewni Dzwonów w Gliwicach, który dotychczas znajdował się we wnętrzu katedry i wykorzystano go do odmierzania godzin. Dzwony osadzono na zębatkach, które zostały wykonane wzorując się na poprzednich, oryginalnych, stosowanych przez odlewnię w Bochum.
|              | Imię      | Waga (kg) | Ton    | Średnica (cm) | Rok odlania | Odlewnia                                |
| ------------ | --------- | --------- | ------ | ------------- | ----------- | --------------------------------------- |
| Mały dzwon   | św. Jerzy | ~1150 kg  | e′ (-) | 138 cm        | 1922        | Bochumer Verein Gussstahlfabrik, Bochum |
| Średni dzwon | św. Józef | ~1900 kg  | d′ (-) | 157 cm        | 1922        | Bochumer Verein Gussstahlfabrik, Bochum |
| Duży dzwon   | św. Maria | ~3250 kg  | b0 (+) | 190 cm        | 1922        | Bochumer Verein Gussstahlfabrik, Bochum |

## Galeria

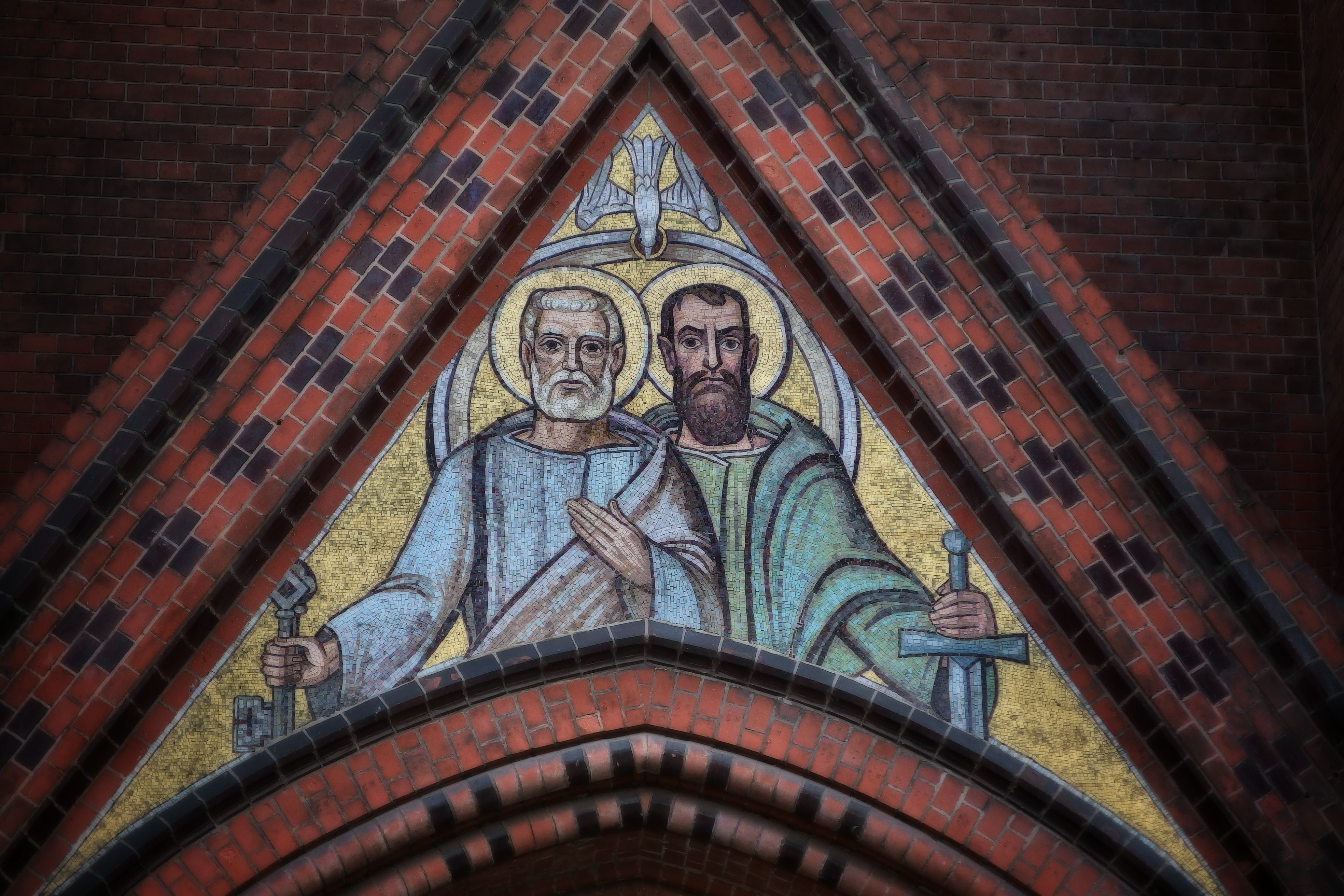
Mozaika nad wejściem do katedry przedstawiająca św. Apostołów Piotra i Pawła
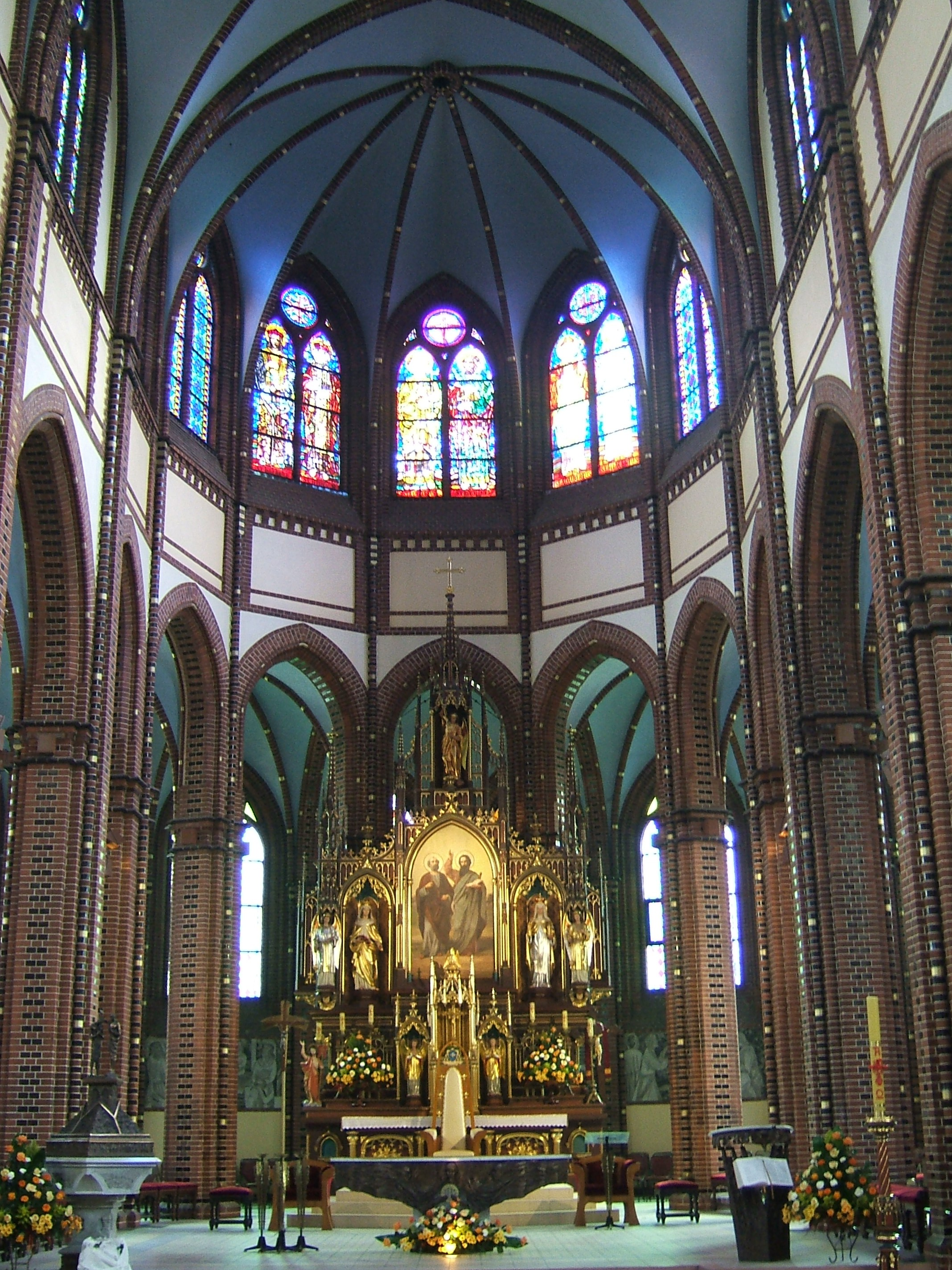
Wnętrze
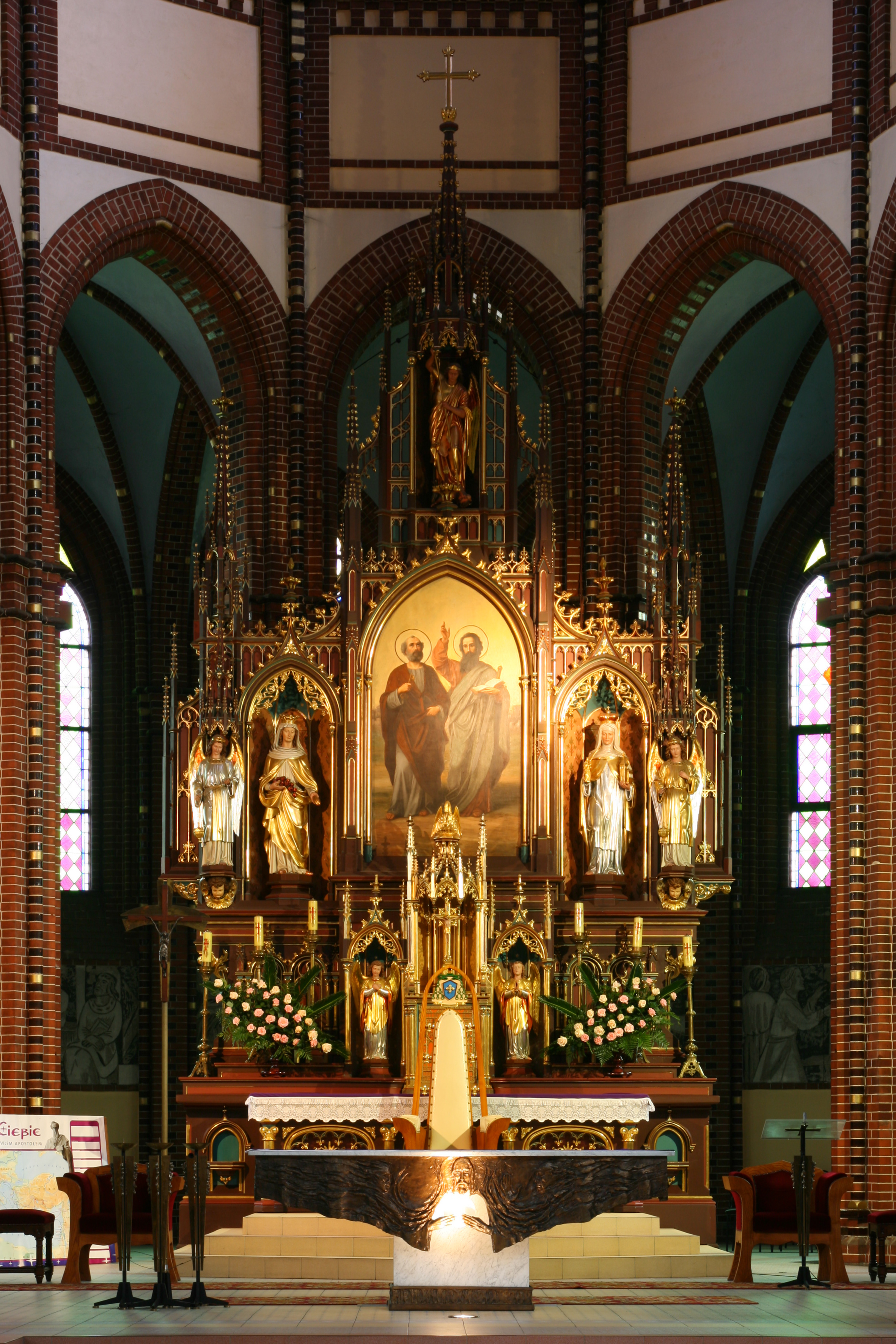
Ołtarz główny
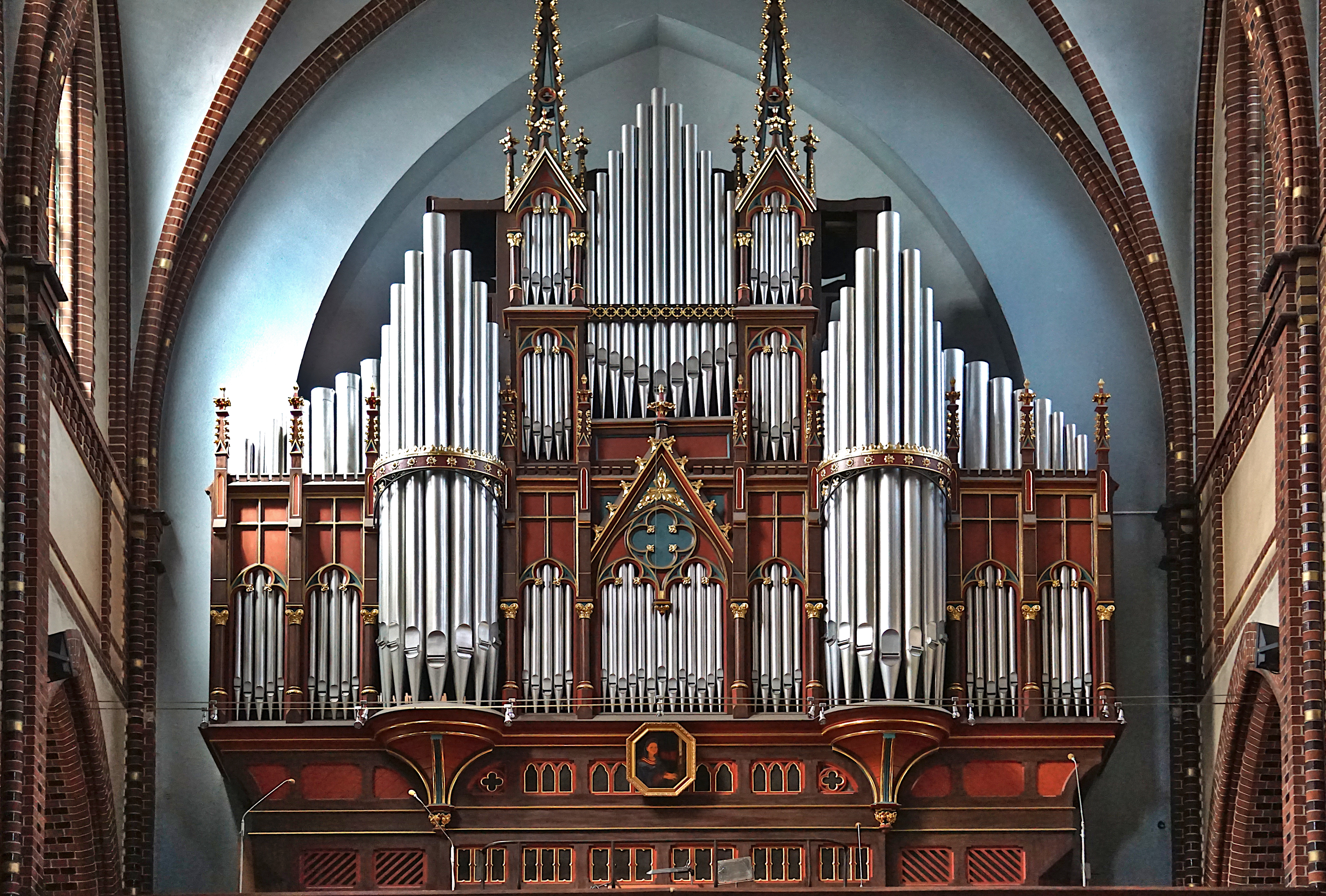
Organy
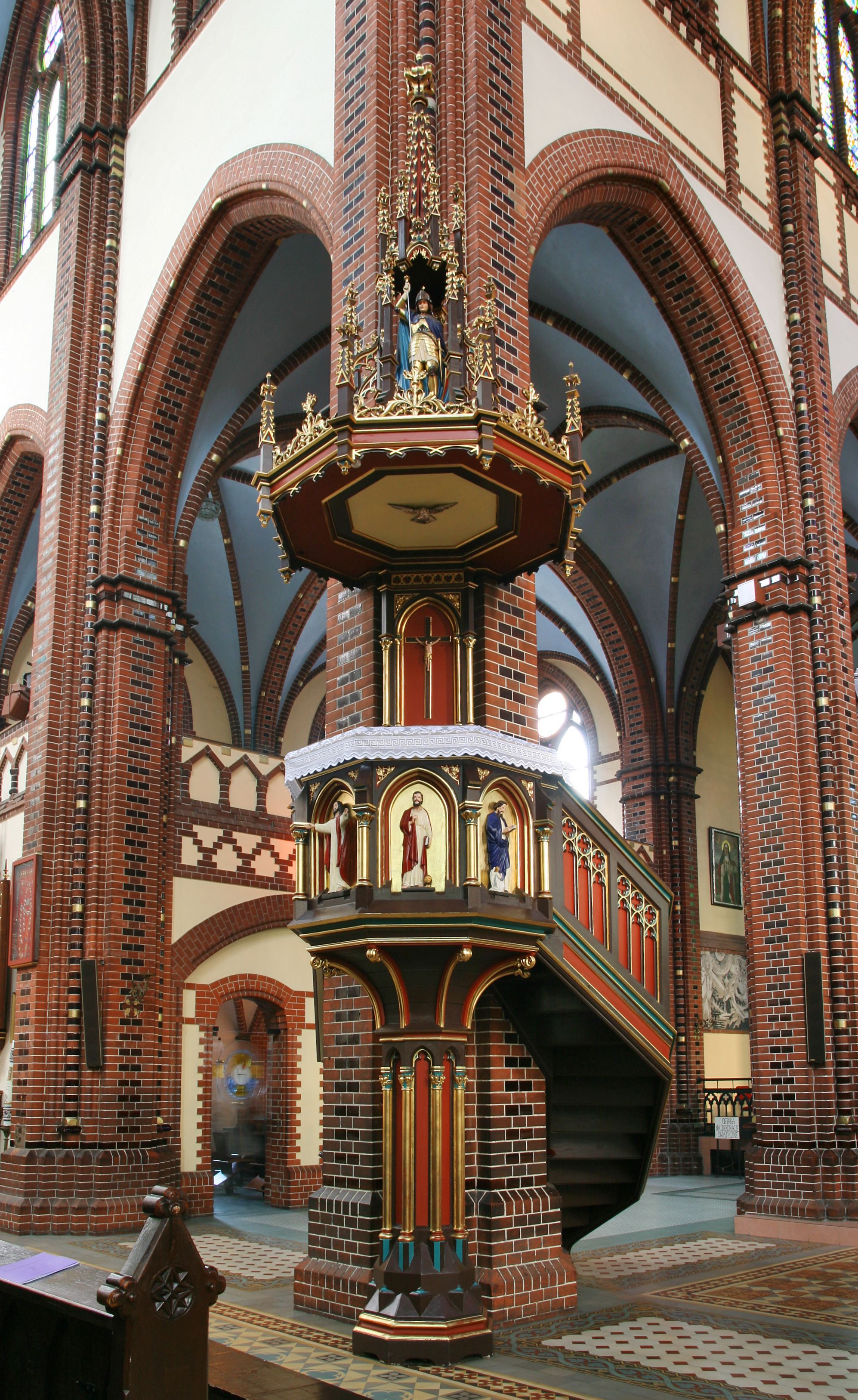
Ambona
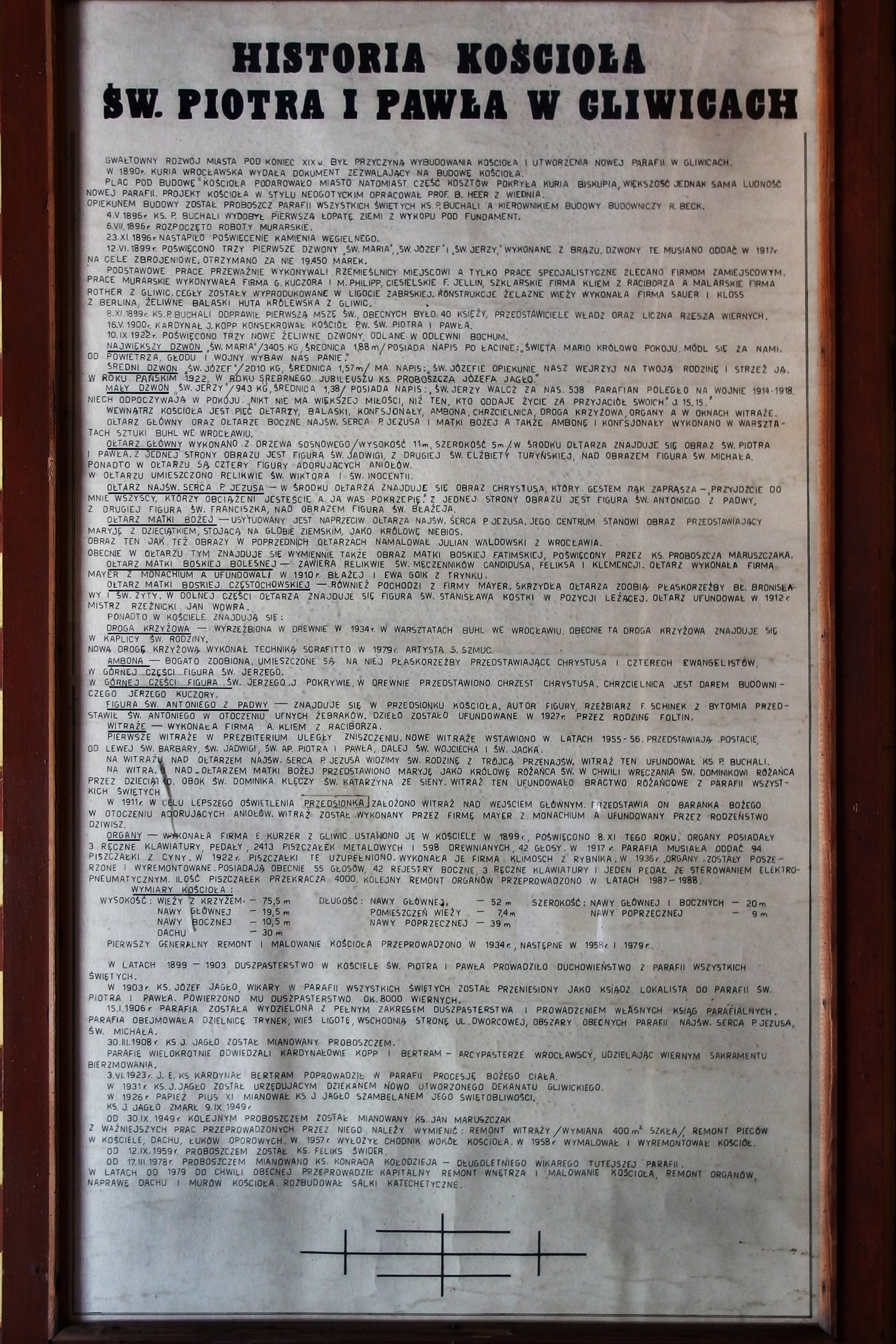
Historia kościoła umieszczona w przedsionku